# Соглашение об остаточных голосах
Соглашение об остаточных голосах — система, иногда предусмотренная на пропорциональных выборах по партийным спискам, которая позволяет партиям создавать избирательные союзы . Эта система используется в некоторых странах, в частности, в Швейцарии и Израиле.
При пропорциональном представительстве по спискам места присуждаются за каждую полученную квоту голосов. Любые голоса, превышающие квоту, теряются. Таким образом, что партии объединяют избыток голосов, что может привести к получению дополнительной полной квоты и избранию кандидата. Например, если в законодательном органе 100 мест, квота на место будет составлять около 1 %. Если две партии наберут 1,4 и 1,3 квоты соответственно, они, вероятно, получат только по одному месту каждая, если их голоса будут подсчитываться отдельно (при условии отсутствия дополнительного процентного барьера), но если они смогут объединить свои голоса, они получат 2,7 квоты, и шансы получить 3 места. Обычно (но не всегда) дополнительное место достается партии с 1,4 %, так как у неё больше голосов внутри альянса.
Возможны два варианта использования этой системы: разные партии в одном избирательном округе, объединяющие свои результаты, или одна и та же партия, представленная в разных избирательных округах и объединяющая полученные в них результаты.
На парламентских выборах в Израиле объединяться могут не более двух избирательных списков. Если оба списка преодолевают барьер в 3,25 %, общие голоса подсчитываются по методу Д’Ондта. Места внутри блока также распределяются по методу Д’Ондта. Этот метод называется модель «Бадера-Офера» по именам депутатов Кнессета, предложившвших соответствующий закон,  Йоханана Бадера (блок ГАХАЛ) и Авраама Офера (блок «Маарах»).